# 臺灣數學教學改革
臺灣數學教學改革是中華民國教育部引進建構式數學的數學教學方便法，主要是由史英及黃敏晃推動，強調由學生建構數學的意義，不再是以「背公式，解數學」為主，基本方向是培養理解力、思考力和判斷力，以及溝通的能力。

## 背景
建構式數學在1996年開始在國小實施，因2002年時第一屆用建構式數學教學的學生升上國中，數學計算能力低落，因此在2003年時教育部部長黃榮村規定，不再以建構式數學為唯一數學教學的方法。
建構式數學是在1993年時修改國小數學課程標準時引入的，當時小組召集人是台大數學系教授黃敏晃，強調學生必須自行建構數學的意義，在教學目標中提到「……養成主動地從自己經驗中，『建構與理解』數學的概念」，因此通稱為「建構式數學」。原因是避免學生在學習數學的過程中，失去興趣及學習動力，因此初期先由實物、概念及簡單的計算，增強對數學的興趣，後面再加強學生的計算能力。
但2006年時，發現許多教師無法善用建構式數學教學及測驗，導致臺灣學生對於數理方面的素質不斷低落、甚至學習數學更加痛苦；所以緊急廢除建構式數學，強調可以使用九九乘法表的教學方式。
建構式數學推出後，在專家與家長之間有不同的看法。家長主要擔心的是運算能力的低落，而師範大學數學系教授洪萬生認為家長不應該只重視學生數學的計算能力。也有其他學者認為概念的理解比計算能力更加重要。另外建構式數學提出後，因為第一線教師因為建構式數學理解不足，在執行時出現偏差也是問題之一，而建構式數學開始時，九年一貫課程也正規劃進行，因此教師培訓以九年一貫課程為重點，建構式數學的培訓較為不足。史英則是認為是建構式數學的問題是在其教材上，不過他也認為國立編譯館的數學教材雖仍有可改善之處，和舊教材相比，已經好很多了。數學家丘成桐則是認為不背九九乘法表的極端建構式數學是種「不幸」。建構式數學在臺灣實務教學幾已全面被拋棄，成為臺灣教育史極端負面及悲劇性名詞。

## 外部連結
- 數學教育改革的商榷，台大數學系，翁秉仁
- 從美國 「數學戰爭」看台灣的數學教育 （页面存档备份，存于），劉柏宏
- 數學教育改革小史 （页面存档备份，存于），張靜嚳
- 台灣教育改革之研究 （页面存档备份，存于），周祝瑛
- 九九乘法 重出江湖[永久]